# Jörg Hengstler
Jörg Hengstler-Modry (31 ottobre 1956 – Oberkrämer, 28 aprile 2024) è stato un attore e doppiatore tedesco noto per avere dato la voce a Quentin Tarantino, Adrian Paul e Larry l'aragosta nelle versioni in tedesco delle loro apparizioni.

## Biografia
Jörg Hengstler nacque il 31 ottobre 1956 nell'allora Germania Est.
Dal 1982 al 1988 interpretò diversi personaggi in sette episodi della serie televisiva Polizeiruf 110, tra cui due volte il sottotenente Becker. Nel 1993, apparve in due episodi della serie televisiva Tatort e nel 1994 in un episodio di Wolff, un poliziotto a Berlino. Hengstler apparve anche nel teatro televisivo di Moritzburg, ad esempio in Ein Fuchs zuviel (1984).
Negli anni '90 si dedicò sempre più al doppiaggio. Doppiò, tra gli altri, Adrian Paul nella serie televisiva Highlander (1993-1998), Adam Arkin in Chicago Hope (1995-2001) e in Life (2009-2010), Avery Brooks in Star Trek: Deep Space Nine (1993-1999), Mike Farrell in M*A*S*H (1976-1983), Eriq La Salle in E.R. - Medici in prima linea (2000-2003) e Under the Dome (2013-2015), Philip Glenister in Life on Mars, Ashes to Ashes e Outcast (2016-2017)) e Quentin Tarantino (Pulp Fiction, Desperado, Dal tramonto all'alba). Prestò la voce anche ad Akira Kamiya, David Harbour, Bill Paxton, Jamie Bartlett, Brad Johnson, Andy Serkis, Tom Sizemore, Michael Rooker e Jackie Shroff, tra gli altri. Dal 2002 al 2024 doppiò il personaggio della muscolosa aragosta Larry the Lobster nella serie animata SpongeBob.
Visse gli ultimi anni della sua vita a Oberkrämer, nel Brandeburgo. Morì il 28 aprile 2024 all'età di 67 anni. La notizia del decesso fu divulgata il 3 maggio seguente.

## Filmografia
- Der Staatsanwalt hat das Wort - serie TV (3 episodi) (1981)
- Kiezgeschichten - serie TV (2 episodi) (1987)
- Peter Strohm - serie TV (1 episodio) (1991)
- Wolff, un poliziotto a Berlino (Wolffs Revier) - serie TV (1 episodio) (1994)

## Doppiaggio

### Cinema
- Cameron Thor in Jurassic Park (1993)
- Quentin Tarantino in Pulp Fiction, Desperado , Dal tramonto all'alba, Little Nicky - Un diavolo a Manhattan (1994-2020)
- Adrian Paul in Nemesis Game, Highlander: The Source (2003,2007)
- Brian H. Dierker in Into the Wild - Nelle terre selvagge
- Dwayne LaFondont in La gang del bosco
- Capitano delle guardie in Rapunzel - L'intreccio della torre
- Andy Serkis in Avengers: Age of Ultron (2015)
- Larry in Saving Bikini Bottom (2024)

### Serie televisive
- Avery Brooks in Star Trek: Deep Space Nine
- Larry l'aragosta in SpongeBob (2002-2024)
- Kogoro Mori in Detective Conan, Detective Conan: The Culprit Hanzawa (2002-2024)
- Dabura in Dragon Ball Z
- Lord Darkar in Winx Club
- Stephen Root in The Big Bang Theory
- Slash in Teenage Mutant Ninja Turtles - Tartarughe Ninja
- Ben Parker in Ultimate Spider-Man
- Rockmond Dunbar in The Mentalist
- Richard Dixon in Loki
- Tamiya Gantetsusai in Hell's Paradise - Jigokuraku

### Videogiochi
- Sub-Zero in Mortal Kombat 11
- Larry l'aragosta in SpongeBob SquarePants: The Cosmic Shake